# Abdul-Rahman Al-Sudais
Abdul Rahman Ibn Abdul Aziz al-Sudais (em árabe: عَبْدُ ٱلرَّحْمَٰنِ بْنُ عَبْدِ ٱلْعَزِيزِ ٱلسُّدَيْسِ, romanizado: ʻAbd ar-Raḥman ibn ʻAbd al-ʻAziz as-Sudais), mais conhecido como Al-Sudais, é um dos nove imãs da Grande Mesquita, Masjid al-Haram, em Meca, na Arábia Saudita; presidente da Presidência Geral para os Assuntos das Duas Mesquitas Sagradas; um renomado Qāriʾ (recitador do Alcorão); foi a "Personalidade Islâmica do Ano" do Prêmio Internacional do Alcorão Sagrado de Dubai em 2005.
Al-Sudais pregou a oposição do Islã às "explosões e ao terrorismo", e pediu um diálogo inter-religioso pacífico, mas também foi duramente criticado por difamar os não muçulmanos e especialmente os judeus em seus sermões. Ele denunciou o tratamento dado aos palestinos pelos colonos israelenses e pelo Estado de Israel, e pediu que mais ajuda fosse enviada aos palestinos. Ele também se notabilizou por identificar o comportamento não islâmico das mulheres como responsável, em parte, pela seca do inverno de 2006 na Arábia Saudita. Em 2016, ele proferiu o importante sermão do Hajj para uma multidão de peregrinos reunidos em Arafat após as orações.

## Vida e carreira
Al-Sudais vem do clã Anazzah e já havia memorizado o Alcorão aos 12 anos de idade. Criado em Riade, Al-Sudais estudou na Escola Primária Al Muthana Bin Harith e, posteriormente, na Instituição Científica de Riad, onde se formou em 1979 com uma nota excelente. Ele se formou em Sharia pela Universidade de Riade em 1983, fez mestrado em fundamentos islâmicos pelo Colégio de Sharia da Universidade Islâmica Imam Muhammad bin Saud em 1987 e recebeu seu Ph.D. em Sharia Islâmica pela Universidade Umm al-Qura em 1995, enquanto trabalhava lá como professor assistente depois de trabalhar na Universidade de Riade.
Sudais assumiu seu imamato em 1984, com apenas 24 anos de idade, e conduziu seu primeiro sermão na Masjid Al-Haram em julho de 1984, além do xeique Saud Al-Shuraim, que foi seu parceiro nas orações do Taraweeh de 1994 a 2006, e novamente em 2014, 2019 e 2020. Eles foram intitulados "Gêmeos do Haram". Em 2005-2020, o xeique Abdullah Awad Al Juhany e outros imames da Masjid al-Haram, como o xeique Yasser Al-Dossary e o xeique Bander Baleela, assumiram a posição de Al-Shuraim como imame do primeiro Rakat da oração do Taraweeh do Khatm Al Quran (Fim do Alcorão).
Em 2005, Al-Sudais foi nomeado pelo Comitê Organizador do Prêmio Internacional do Alcorão Sagrado de Dubai (DIHQA) como sua 9ª "Personalidade Islâmica do Ano" anual, em reconhecimento à sua devoção ao Alcorão e ao Islã. Ao aceitar o prêmio em Dubai, ele disse: "A mensagem do Islã e dos muçulmanos é modéstia, justiça, segurança, estabilidade, simpatia, harmonia e bondade".
De 2010 a 2012, ele visitou a Índia, o Paquistão, a Malásia e a Grã-Bretanha. Entre suas atividades está a realização de um seminário no Instituto Superior de Estudos Islâmicos Avançados, na Malásia, em 2011, onde falou sobre a civilização islâmica contra o pano de fundo dos desafios modernos.

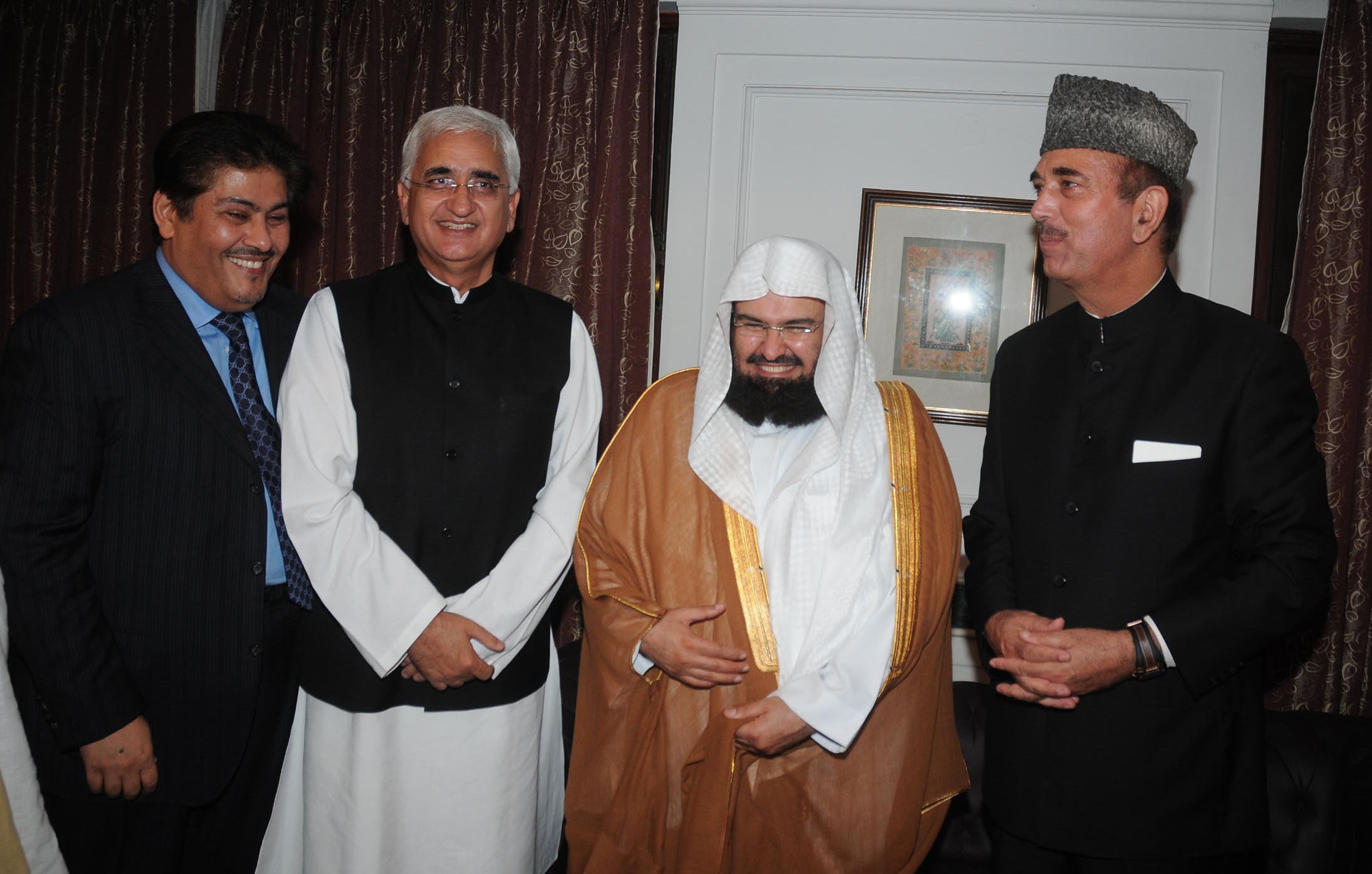
Al-Sudais com o Ministro da Saúde da Índia Ghulam Nabi Azad (direita) in 2011.

Ele foi nomeado chefe da "Presidência das Duas Mesquitas Sagradas com o posto de ministro" por decreto real em 8 de maio de 2012. Ele também é membro da Academia de Língua Árabe em Meca.
Abdul Razzaq al-Mahdi, Nabil Al-Awadi, Tariq Abdelhaleem e Hani al-Sibai, que são ligados à Al-Qaeda, além de outros como Adnan al-Aroor, Abd Al-Aziz Al-Fawzan, Mohamad al-Arefe, Abdul Rahman Al-Sudais, Abdul-Aziz ibn Abdullah Al Shaykh e outros foram incluídos em uma lista de morte pelo ISIS.
Em 2017, Al-Sudais supervisionou o filme One Day In The Haram, um filme sobre a Grande Mesquita de Meca, contado pelos olhos dos trabalhadores.

## Opiniões, declarações, orações

### Resolução de conflitos entre muçulmanos
Em 2003, Sudais declarou que acredita que os jovens precisam aprender a lei islâmica, incluindo os preceitos da proibição de se matar e a proibição de atacar não muçulmanos que vivem em países islâmicos. Sudais também disse que os jovens islâmicos não devem "lançar indiscriminadamente o rótulo de ateísmo e não confundir entre a jihad legítima e... o terror de pessoas pacíficas".

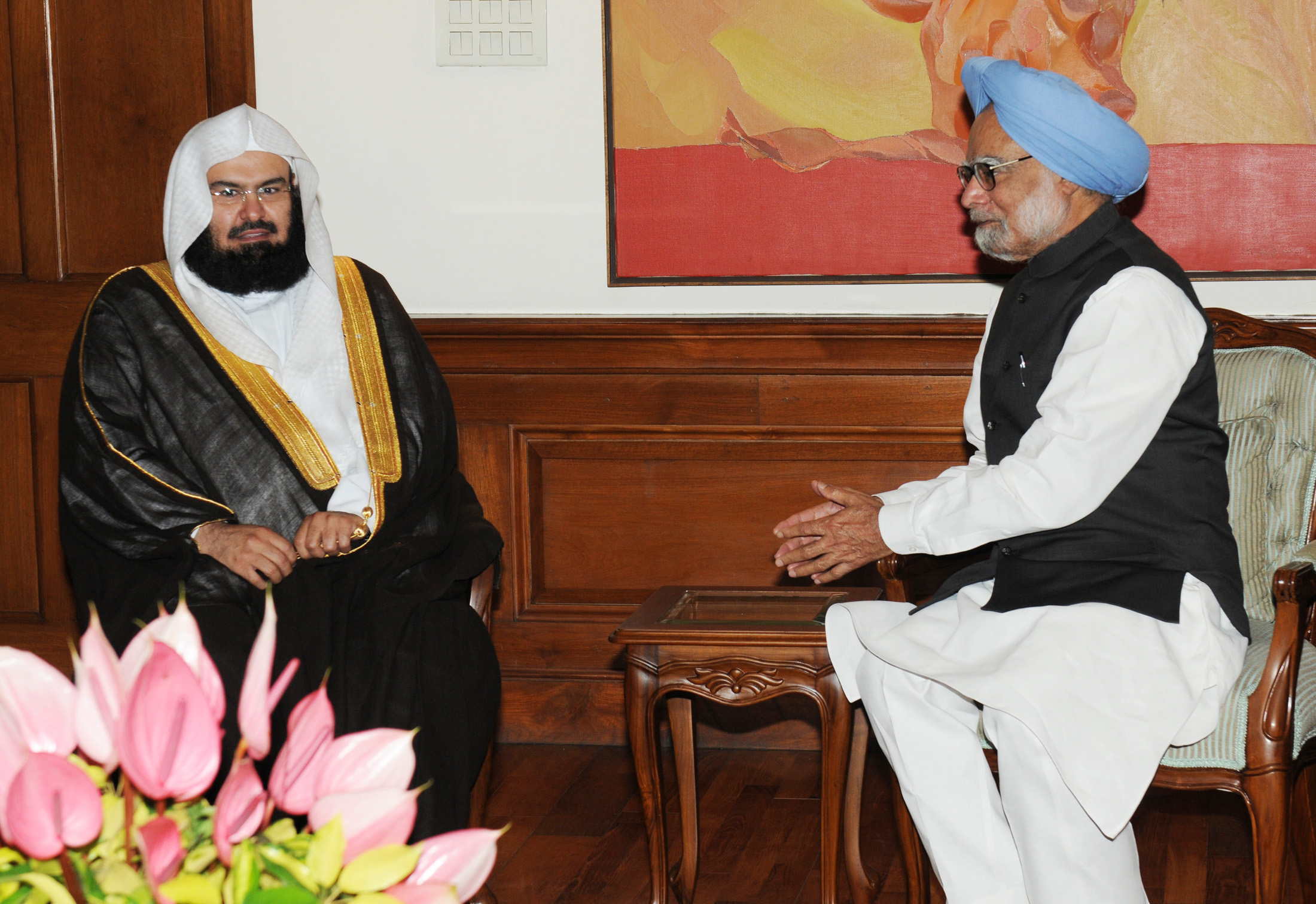
Al-Sudais com o Primeiro Ministro da Índia Manmohan Singh em 2011.

Sudais disse que não há espaço para extremismo e sectarismo no Islã e que o Islã ensina um caminho moderado. Ele disse que a solução para os problemas que os muçulmanos enfrentam na Palestina, Somália, Iraque, Caxemira, Iêmen e Afeganistão está em seguir os ensinamentos do Islã na letra e no espírito. Ele pediu a resolução de conflitos por meio de diálogo e negociações, levando em consideração os benefícios sociais e econômicos que podem ser alcançados com a resolução dessas disputas.
Sudais também criticou a administração da Lal Masjid durante o cerco à Mesquita Vermelha de 2007 em Islamabade, Paquistão. Ele pediu que os militantes e o governo concordassem com uma resolução pacífica por meio do diálogo e pediu que ambas as partes protegessem a paz.
Sudais também é conhecido por seus sermões que conclamam os fiéis a ajudarem outros muçulmanos em regiões devastadas pela guerra. Ele tem se manifestado ativamente contra a perseguição dos palestinos pelos colonos israelenses e pelo Estado de Israel, e pediu que suprimentos médicos e alimentos fossem enviados aos palestinos.

### Pecado e seca
Em um sermão em 13 de novembro de 2006, Al-Sudais pregou que a seca em curso foi causada pela proliferação do pecado na sociedade saudita e pelo comportamento das mulheres no reino que supostamente estavam "se revelando, se misturando com os homens e sendo indiferentes ao hijab".

### Orações pela paz inter-religiosa
Em junho de 2004, Sudais liderou um grupo de 10.000 pessoas em orações pela paz e harmonia inter-religiosa em Londres. A ministra da Igualdade Racial, Fiona Mactaggart, participou do sermão de Sudais na mesquita de East London. O príncipe Charles, que estava em Washington, participou por meio de uma mensagem pré-gravada. O rabino-chefe da Grã-Bretanha, Jonathan Sacks, enviou uma mensagem de apoio.

### Observações sobre os judeus
Em seu sermão de 19 de abril de 2002, transmitido pela Saudi 1, Al-Sudais se referiu à história em que os judeus se transformaram em "macacos e porcos".

Leia a história e você saberá que os judeus de ontem foram predecessores ruins e os judeus de hoje são sucessores piores. Eles são assassinos de profetas e a escória da terra. Deus lançou suas maldições e indignação sobre eles e os transformou em macacos, porcos e adoradores [sic] de tiranos. Esses são os judeus, uma linhagem contínua de mesquinhez, astúcia, obstinação, tirania, maldade e corrupção....Pode ser que as maldições de Deus os sigam até o Dia do Juízo....Portanto, eles merecem a maldição de Deus, de Seus anjos e de todas as pessoas.
Em 2007, Sudais orou a Deus para "acabar" com os judeus e afirmou que os israelenses pretendiam derrubar a Mesquita Al-Aqsa e construir seu templo sobre suas ruínas.
Em 2020, Sudais mudou seu tom. Em um sermão na televisão estatal saudita, Sudais pediu para evitar "emoções apaixonadas e entusiasmo ardente" em relação aos judeus, argumentando que a melhor maneira de persuadi-los em relação ao Islã era "tratá-los bem". Ele ressaltou que o profeta islâmico Maomé era bom com seu vizinho judeu. O sermão ocorreu apenas algumas semanas depois que os Emirados Árabes Unidos normalizaram as relações com Israel.

### Chamada para uma guerra total contra os xiitas
Em 31 de março de 2015, uma gravação de áudio de al-Sudais circulou on-line, acompanhada de uma foto com a legenda "O imã da grande mesquita de Meca pede uma guerra total contra os xiitas". Na gravação, al-Sudais pediu uma guerra total contra os xiitas:

Nossa guerra com o Irã, digamos em voz alta, é uma guerra entre sunitas e xiitas. Nossa guerra com o Irã... é realmente sectária. Se ela não era sectária, nós a tornaremos sectária... Os judeus e os cruzados [referindo-se aos cristãos], juro por Alá que eles terão seus dias... O profeta disse que Roma será conquistada... Nossa discordância com Rafidha [termo depreciativo que se refere aos muçulmanos xiitas] não será removida nem nosso suicídio para combatê-los... enquanto eles estiverem na face da Terra...
Em vista dessas declarações de al-Sudais, Ahmed Abdul Hussein, editor-chefe de uma agência de notícias iraquiana, declarou: "Lembre-se da data 31/03/2015, o dia em que a guerra xiita-sunita foi anunciada. Ela durará mais do que as guerras das cruzadas".

## Controvérsia

### Antissemitismo
Após seu discurso de 2002, Al-Sudais foi descrito como antissemita por orar publicamente a Deus para "acabar" com os judeus, a quem ele chamou de "escória da humanidade... os ratos do mundo... assassinos de profetas... porcos e macacos", e, como resultado, foi impedido de participar de conferências nos Estados Unidos e teve sua entrada no Canadá recusada.
Al-Sudais foi listado como um exemplo de antissemitismo teológico pela Liga Antidifamação, quando lançou maldições sobre os judeus e os rotulou de "escória da terra" em seus sermões.
O International Broadcasting Bureau também relatou o antissemitismo do sermão de Sudais em abril de 2002.
Em uma entrevista em maio de 2003 com Tim Russert, da NBC, o conselheiro de política externa do príncipe herdeiro saudita, Adel al-Jubeir, confirmou as declarações de al-Sudais, concordou que elas "claramente não eram corretas" e afirmou que ele foi repreendido, mas ainda tinha permissão para pregar. Ele também disse que "se ele [Sudais] tivesse escolha, ele se retrataria dessas palavras - ele não teria dito essas palavras".
Al-Sudais não atacou apenas os judeus, mas também outros não muçulmanos, como hindus e cristãos. John Ware, no programa Panorama da BBC, intitulado "A Question of Leadership" (Uma questão de liderança), de 21 de agosto de 2005, citou Al-Sudais referindo-se depreciativamente aos cristãos como "adoradores de cruz" e aos hindus como "adoradores de ídolos". Ware apontou a discrepância entre os sermões de Sudais para os sauditas e seu discurso para o público ocidental.
O Muslim Council of Britain (Conselho Muçulmano da Grã-Bretanha) questionou a veracidade das citações feitas na entrevista, chamando-as de "deliberadamente distorcidas" e o programa como um todo de "profundamente injusto". O conselho pediu cautela e, embora condenasse qualquer forma de comentários antissemitas, solicitou a verificação de que essas palavras foram de fato ditas por Al-Sudais. Após uma série de trocas de mensagens, o editor do Panorama da BBC, Mike Robinson, publicou uma resposta a cada uma das alegações do Conselho Muçulmano, acusando-as de "ataques injustificados e extremamente imprecisos" e "alegações de má-fé".
Em agosto de 2009, o Conselho de Deputados dos Judeus Britânicos protestou contra uma visita de Al-Sudais à Grã-Bretanha, na qual ele deu palestras em várias mesquitas e participou de um evento com o deputado conservador Tony Baldry. Posteriormente, Baldry defendeu sua decisão de trabalhar com Al-Sudais, afirmando que "se eu tivesse escrito um texto sobre o que um muçulmano moderado diria, o dele teria sido um exemplo perfeito".